# Домашняя индейка
Дома́шняя инде́йка (Meleagris gallopavo Linnaeus, 1758; название самца — индю́к, самки — индю́шка, цыплят — индюша́та; устаревшее русское название домашних индеек — инде́йские ку́ры) — один из распространённых видов домашних птиц из отряда курообразных, который ведёт своё начало от дикой индейки.

## Происхождение

### История одомашнивания
Доместикация (одомашнивание) дикой индейки проходила в Новом Свете, где коренные жители одомашнили дикую индейку задолго до открытия Америки европейцами. В 1519 году индеек завезли в Испанию (отсюда ещё одно, устаревшее, название — «испа́нские ку́ры»), а через 5 лет они распространились во Франции, Англии и по всей Европе. Другое раннее название индейки — «туре́цкие ку́ры» — закрепилось за птицей в английском языке (turkey).

### Применение у ацтеков
В своём фундаментальном произведении «Общая история дел Новой Испании» (1547—1577) Бернардино де Саагун, опираясь на сведения ацтеков о свойствах растений, привел различные сведения о применении индейки в восстанавливающих здоровье блюдах:

«…Но если у больного в чрезвычайный беспорядок пришёл желудок, то он пусть выпьет определенный род атоле, который на местном языке называется истатолли, или бульон из сваренного индюка два или три раза. Хворь очистится. Затем поесть… Или выпить эту хорошенько проваренную воду из ашина, но если он не захочет её пить, то, по крайней мере, пусть выпьет куриный бульон… И в случае если понос сильный, чтобы задержать его, заставляют принять немного птичьего бульона или жидкие кашицы под названием йолатолли… Приняв его таким образом, больной выпивает немного птичьего бульона или бульона из птичьих грудинок, называемых йолатолли, и, приняв это, поест; но он не должен пить холодную воду…»

## Внешний вид

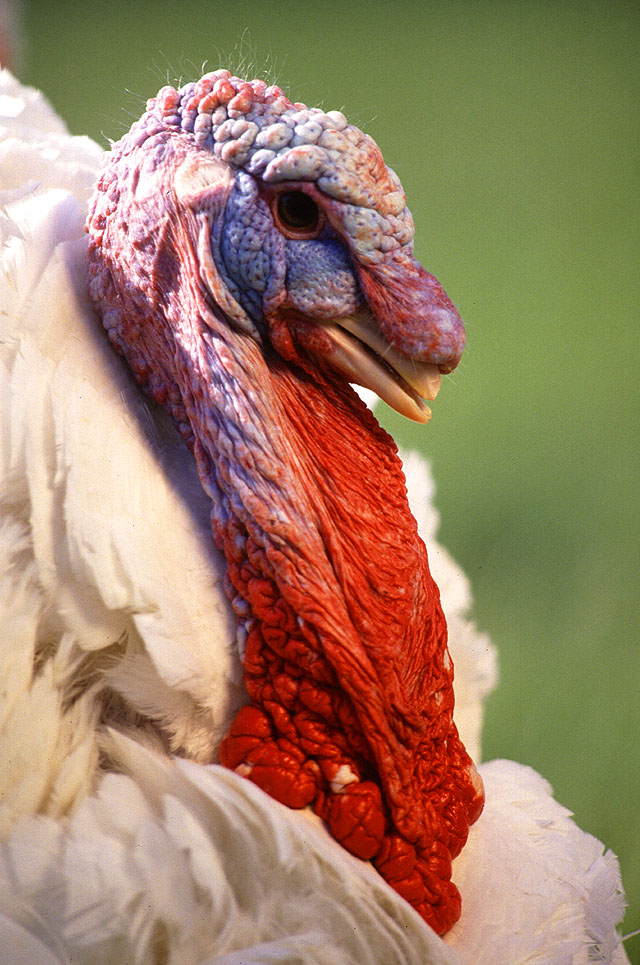
Самец крупной белой породы индеек

Индейки являются вторыми по величине домашними птицами после страусов. Живая масса взрослых индюков 9—35 кг, индеек 4,5—11 кг.
Имеют крепкие длинные ноги и широкий хвост. На голове и шее расположены характерные кожные образования («кораллы»), с верхней части клюва самцов свешивается мясистый придаток, достигающий в период возбуждения птицы 12—15 см. Оперение бывает белое, бронзовое, чёрное и другое в зависимости от породы и разновидности.

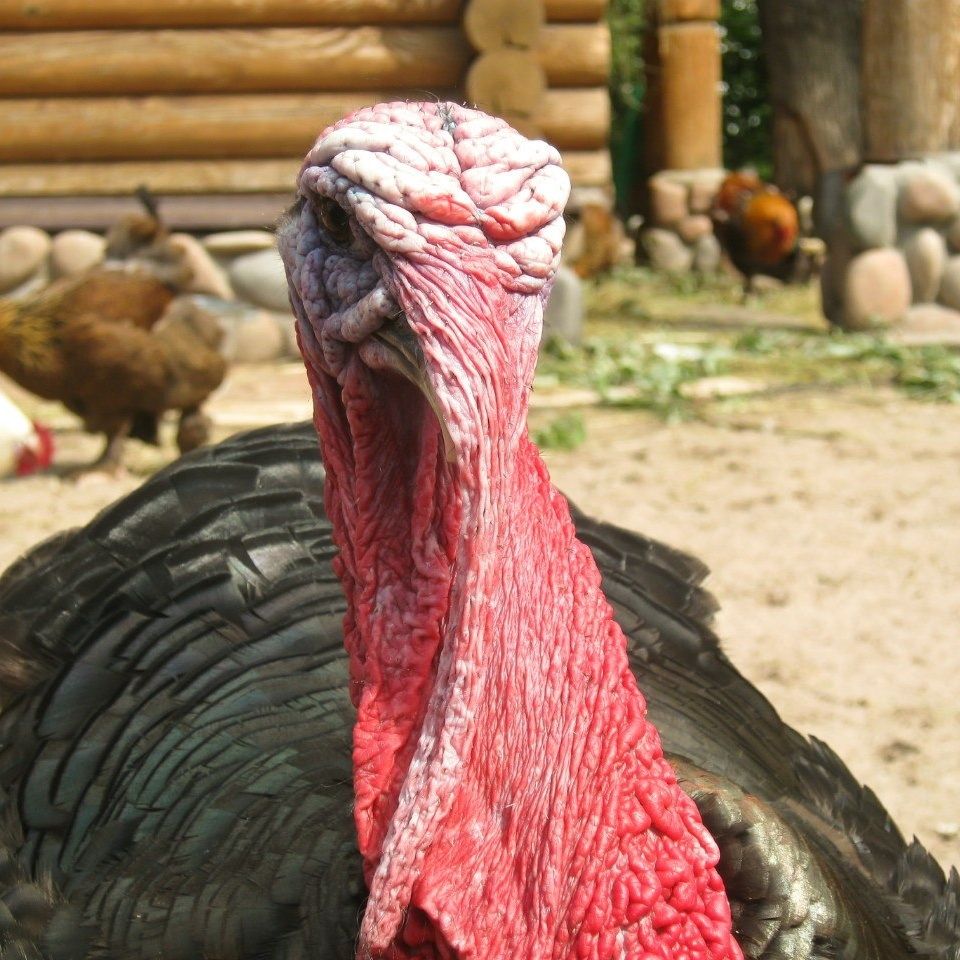
Индюк в Ленинградском зоопарке

## Разведение и содержание

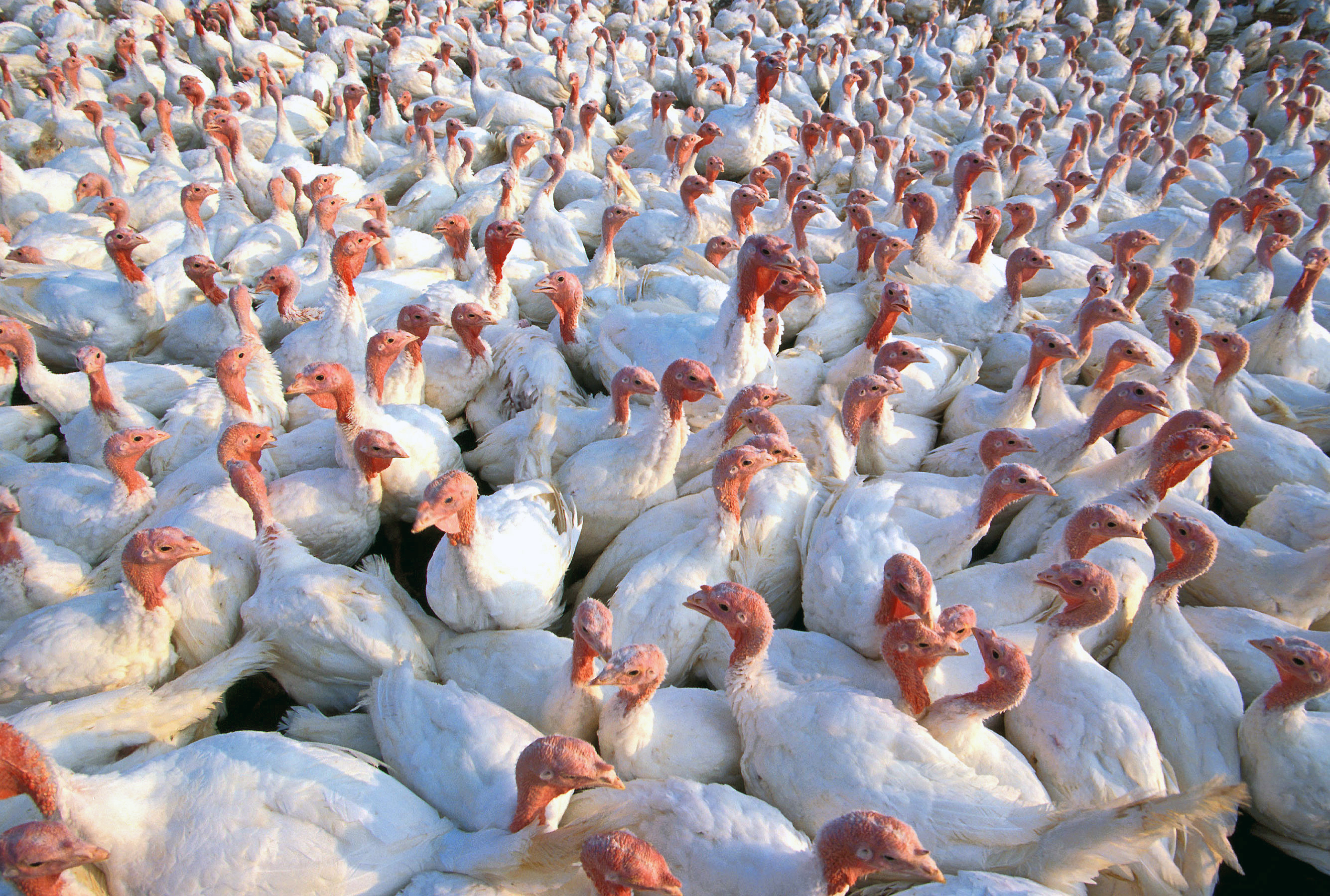
Промышленное стадо индеек

Индейки вообще, и в особенности молодые, весьма чувствительны к холоду и сырости, и потому их разведение в частных хозяйствах идёт успешно только в тёплом и умеренном, более сухом климате, где они зимой могут содержаться в хорошо проконопаченных, хотя и не отапливаемых птичниках, защищённых от северных ветров. С южной стороны птичника, в стене на высоте 10—15 см от пола, устраивают лазы для выхода птицы из помещения. Дворик возле птичника, куда выпускают индеек, должен быть возможно просторнее, так как индейки, как и гуси, любят простор и без выгулов здоровье этой птице нельзя гарантировать.
Поскольку индейки не утратили способности к полёту, им либо подрезают крылья (более целесообразно), либо делают высокие птичники, либо содержат их в закрытых помещениях.
Так как индейки отличаются неуживчивым характером, то в каждом отделении птичника следует помещать не более 30—35 самок с 3—4 самцами (на индюка считают 8—12 самок).
В птичнике на высоте 90—100 см от пола делают насест из деревянных брусков. Гнёзда для индеек устанавливают следующих размеров: ширина — 60 см, глубина — 60 см, высота — 60 см, высота порожка — 15 см. На одно гнездо приходится пять несушек.
Индейка старше пяти лет и индюк четырёх лет не пригодны на племя.
Для освобождения птицы от паразитов пера рекомендуют устраивать зольные ванны в виде деревянного ящика размером 125 × 80 × 25 см, который засыпают мелким песком и древесной золой (в соотношении 1:1). Содержимое ванны следует пополнять по мере уменьшения в ней смеси песка с золой.
В промышленных условиях содержание индеек и выращивание молодняка осуществляется в основном в широкогабаритных безоконных птичниках (с регулируемым микроклиматом и освещением) на подстилке или в клетках.

## Породы индеек
Разводившиеся ранее породы индеек (норфолкская, кембриджская, суффолкская, наррагансетская и др.) в условиях современного индейководства уступили место высокопродуктивным промышленным породам и кроссам (белая широкогрудая, белтсвиллская, крупная белая, северокавказская белая, северокавказская бронзовая, московская белая и т. д.).

## Кормление

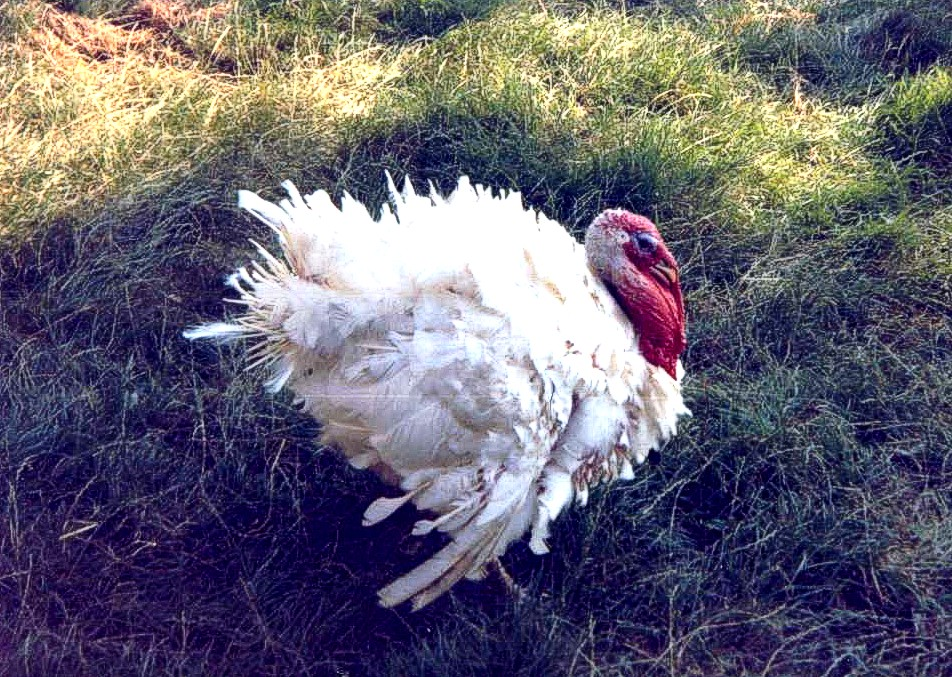
Индюк на пастбище в Северной Италии

В прошлом в частных хозяйствах индеек кормили зёрнами гречихи, овса и ячменя, размоченным в воде чёрным хлебом, отварным картофелем и разной зеленью. Индейки охотно едят сырое и варёное мясо и, находясь в поле, на пастбище, много истребляют червей, гусениц, жуков, куколок насекомых и даже полевых мышей и лягушек, чем могут быть полезны садам (где нет ягодных кустов) и огородам.
Для поедания взрослых колорадских жуков индюшек приучают с детства, добавляя понемногу в корм толчёных колорадских жуков или скармливая жуков, закатывая их в горошины вместе с хлебом.
Если вблизи пастбища нет леса, где бы индейки могли укрыться во время непогоды, то устраивали особый для того навес. Не допускали пастись индейкам там, где растёт ятрышник (лат. Orchis) и пурпурная наперстянка (Digitalis purpurea).
В настоящее время индеек кормят главным образом комбикормом в виде гранул, крошки или рассыпным.

## Размножение
В частных хозяйствах индейки достигают половой зрелости в 8—9 месяцев. Снесение яиц происходит весной и осенью, ежедневно до полудня или через день. Яйца темновато-сливочного цвета и весят каждое в среднем 75—90 г. Яйца осенней кладки редко употребляются для высиживания, потому что поздно выведенных индюшат весьма трудно вырастить.
По окончании носки яиц подкладывают под каждую индейку 12—17 яиц. Это одна из лучших наседок между домашними птицами, отличающаяся замечательным терпением. Страстью индейки к насиживанию часто пользуются хозяева (особенно этим славились в прошлом французы), заставляя её 2—3 раза в год высиживать как из своих, так и из куриных, утиных, гусиных и, конечно, индюшиных яиц, которые подкладывали по 20 и более штук. Индюшата начинают вылупляться из яиц через 28—30 дней.
В условиях современного промышленного индейководства, предусматривающего круглогодовое производство, индейки начинают яйцекладку раньше — в 28—34-недельном возрасте, независимо от сезона года. Интенсивность яйцекладки быстро нарастает, постепенно снижаясь через 8—10 недель. За один цикл продолжительностью в 18—21 неделю самки откладывают около 90 яиц, иногда до 150, после чего индеек сдают на убой и заменяют молодыми. При круглогодовом производстве и многократном комплектовании стада на среднюю несушку за год получают до 200 яиц.
Осеменение главным образом искусственное, при этом спермой одного самца оплодотворяют в среднем 25 самок. Срок инкубации индюшиных яиц 28 суток.

## Выращивание молодняка

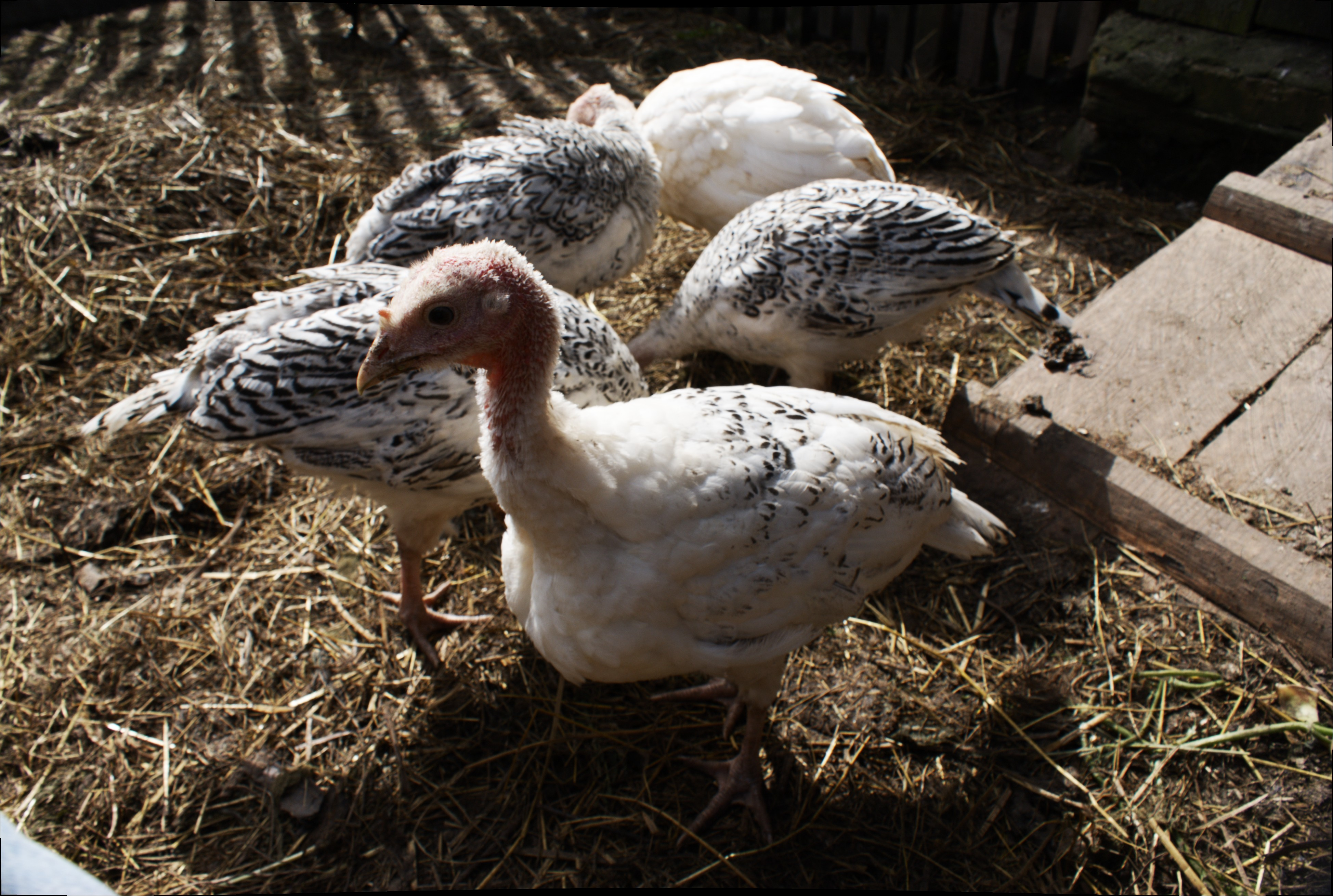
Трёхмесячные индюшата собирают корм

В прошлом в частном хозяйстве индюшат сажали в мягко устланный внутри ящик и переносили в тёплое место (не меньше +19 °C). Кормить их начинали со второго дня мелко изрубленными, круто сваренными яйцами, затем сваренным рисом или белым хлебом, размоченным в молоке, с подмесью мелкоизрубленной молодой крапивы, обваренной кипятком и т. п. Пить воду давали только с пятого дня.
Чем разнообразнее корм, тем лучше растут и развиваются индюшата. С трехнедельного возраста их переводят на более грубый корм зерном (лучше всего просом), с небольшим количеством конопляного семени и муравьиных яиц. В это же время можно начать выпускать их на двор для непродолжительной прогулки, но следует опасаться как сильного летнего жара, так и в особенности дождливой и сырой погоды, потому что индюшата тогда сильно подвержены простуде, отчего часто умирают целыми выводками. Около двухмесячного возраста они оперяются, и у них образуется характерная голая, бородавчатая кожа на голове и шее. Затем они становятся намного выносливее и сильнее и могут уже выгоняться в поле для пастьбы вместе со взрослой птицей. В 6-месячном возрасте индюшата достигают полного развития в росте.
На современной промышленной индейководческой ферме молодняк индеек выращивают в специально оборудованных птичниках — обогреваемых брудергаузах, а затем в акклиматизаторах, условия содержания в которых близки к таковым для взрослой птицы.

## Откорм
В частных хозяйствах осенью производят сортировку индеек: одних оставляют на племя, другие поступают на откармливание естественным и искусственным (или насильственным) способом. При первом птиц помещают в особом птичнике и кормят питательным и нежным, возможно разнообразным кормом до самого дня убоя: варёным тёртым картофелем, смешанным с овсяной, гречишной или ячменной мукой, зёрнами пшеницы. Для откармливания по второму способу индеек сажают в особые ящики с решетчатым дном в задней части и сначала кормят некоторое время как обыкновенно, потом насильственно. С последней целью приготовляют из пшеничного или ячменного теста продолговатые катышки величиной с большой палец руки, которые смачивают тепловатой водой или снятым молоком и три раза в день, по 5—6 штук, пропихивают пальцем в горло птиц. Чтобы придать особый специальный вкус мясу откармливаемых индеек, к их обыкновенной пище прибавляют растёртые желуди или каштаны, смешанные с мукой, или кормят их грецкими орехами, постепенно увеличивая число их до 12 штук, после чего количество даваемых орехов в том же порядке начинают уменьшать. При насильственном откармливании индеек можно пользоваться и особыми, предложенными для этой цели аппаратами, непременно соблюдая общее правило: а) постепенность в порциях корма — сперва увеличение их и затем такое же уменьшение и б) убой тех птиц, у которых обнаружится затруднительное от ожирения дыхание. Откармливание продолжается 21—40 дней. Описанная схема особенно широко применялась в прошлом; убой производили в ноябре, причем индейки, предназначенные к дальней перевозке, замораживались.
В современном индейководстве для выращивания на мясо главным образом используют гибридных индюшат, получаемых от скрещивания 2—4 сочетающихся линий, чаще одной породы (лёгких самок с высокой яйценоскостью и тяжёлых самцов). Затраты комбикорма на 1 кг прироста — 2,5—3,5 кг. Убойный выход мяса — 80—90 %, выход съедобных частей — до 70 %, в том числе грудных мышц (так называемое белое мясо) — 25—30 %.

## Люди и домашние индейки

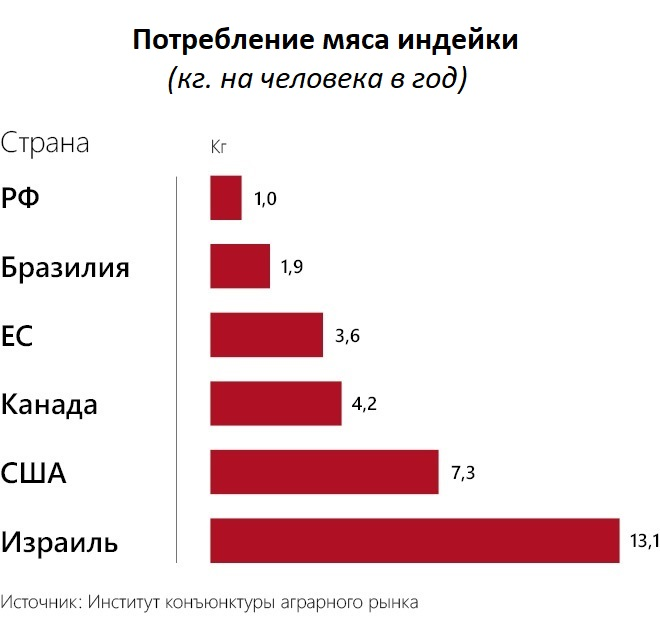
Потребление индюшатины, 2012 г.

Мясо индеек считается диетическим, отличается высокими вкусовыми качествами и содержит большое количество легкоусваиваемого белка (до 28 %). Согласно последним исследованиям, мясо индейки содержит значительно меньше пуринов (50 мг на 100 г), чем курица (125 мг на 100 г), и поэтому может быть рекомендовано в ограниченных количествах (2—3 раза в неделю в отварном виде) для употребления вместо красного мяса и курицы в диете при подагре и мочекаменной болезни.
В настоящее время индеек широко разводят промышленным способом в ряде стран мира, это вторая после производства бройлеров отрасль мясного птицеводства. Лидером в индейководстве и производстве индюшиного мяса являются США, где производится более 2 млн. тонн индюшатины в год. Производство мяса индейки в мире в последнее десятилетие остается относительно стабильным, однако некоторые производители (Германия, Бразилия) значительно снизили производство, в то время как другие (Польша, Россия) его значительно увеличили.
В большинстве стран, где индюшатина является традиционным продуктом потребления, ее доля достигает 10% от «мясной корзины». В европейских странах потребление индюшатины составляет, в среднем, 4–5 килограммов на человека в год.
Кроме мяса, индейки дают много ценного пуха и пера. Прежде белые перья индеек скупались фабрикантами, выделывавшими из них марабу, употреблявшееся в женском туалете. Из перьев индеек также делали весьма красивые гирлянды цветов.
Помёт индейки служит удобрением.
Индейки привыкают к человеку и очень преданны тому, кто постоянно ухаживает за ними.
В русском языке существуют пословицы и поговорки, связанные с индейкой. Вот лишь некоторые из них:
- «Индюшки от воробья не распознает»[12].
- «Судьба — индейка» и «Жизнь — копейка, судьба — индейка» (вариант: «Судьба индейка, а жизнь копейка»)[13][14][15].
- «Пришёл грозен посол под Старицу: шуба навыворот, сам низёнек, а поперёк о пяти охватах; словечка не молвит, а только шипит: ан это — индейский петух»[16].
- «Индейка из одного яйца семерых хохлов высидела»[17].

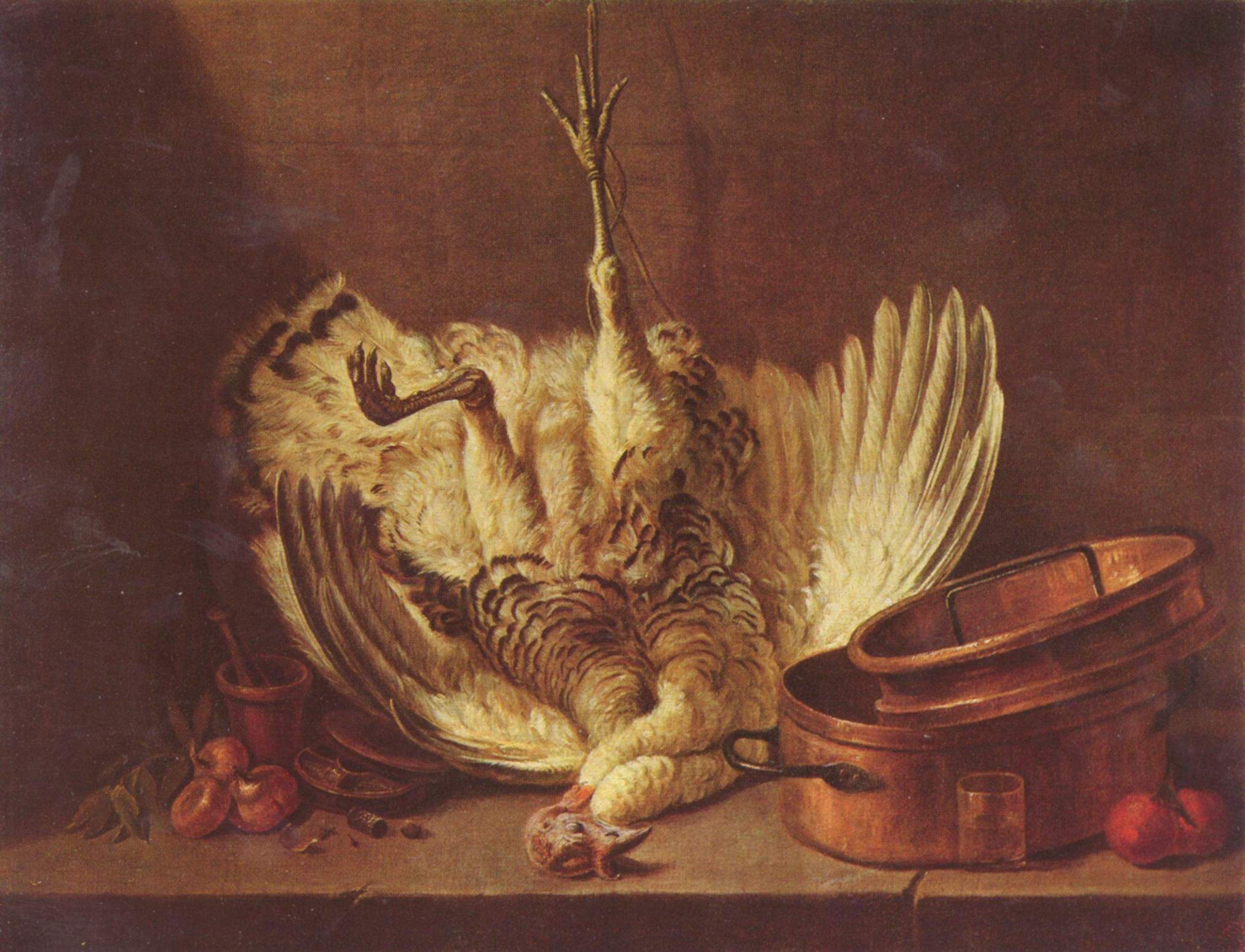
Жан Батист Симеон Шарден. Натюрморт с подвешенной индейкой (вторая треть XVIII века)
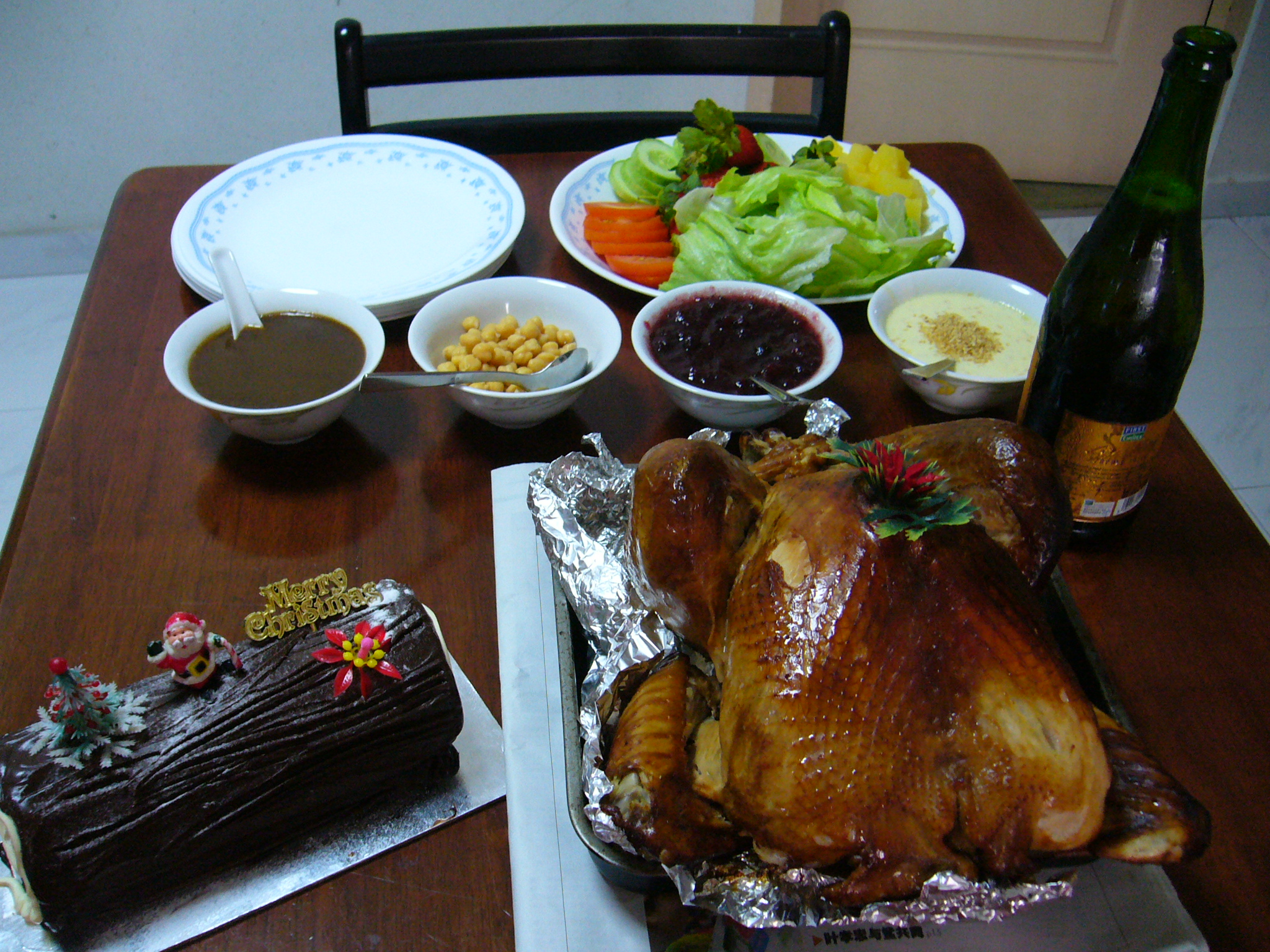
Жареная индейка, сервированная вместе с салатом, соусами и шипучим соком
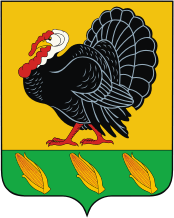
Индюк на гербе станицы Хопёрской

### Производство индюшатины в России

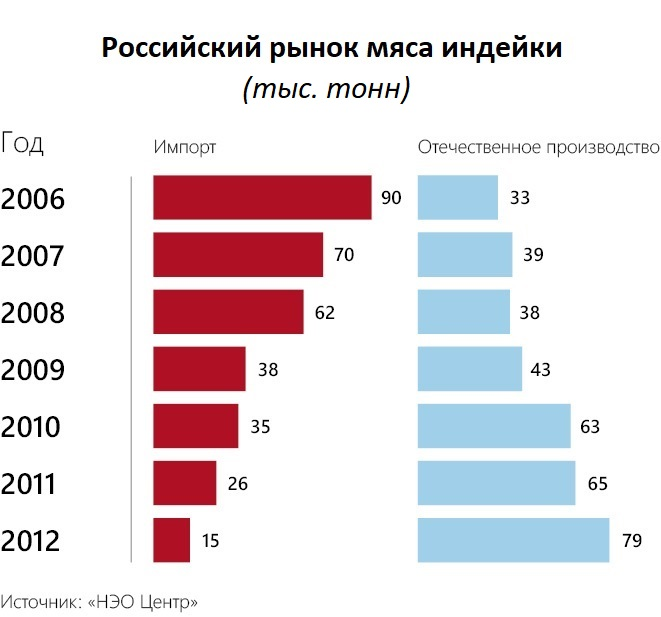

Потребление мяса индейки в России в начале 2000-х было минимальным, к 20-м из нишевого сегмента индейка превратилась в большой полноценный рынок. Заметные инвестиции в производство индейки в стране начались в середине 00-х, с тех пор ее выпуск увеличился в 20 раз. 
В 2020 года производство индейки в России составило 330 тыс. тонн. из 6,24 млн тонн всех видов мяса птицы, что поставило Россию на четвертое место в рейтинге мировых производителей. Потенциал роста этой отрасли объясняется значительной ненасыщенностью российского рынка мясом индейки по сравнению со странами, где потребление индюшатины является традиционным. Потребление индейки на душу населения в России к концу 2021 года может достичь 2,7 килограмма, в то время как в США оно составляет 7,8 кг.

## Генетика
Кариотип: 80 хромосом (2n).
Молекулярная генетика
- Депонированные нуклеотидные последовательности в базе данных EntrezNucleotide, GenBank, NCBI, США: 290 813 (по состоянию на 5 марта 2020).
- Депонированные последовательности белков в базе данных EntrezProtein, GenBank, NCBI, США: 30 600 (по состоянию на 5 марта 2020).

Домашней индейке — как генетически достаточно хорошо изученному виду птиц — принадлежит значительная часть депонированных нуклеотидных последовательностей в отряде Galliformes.
С целью обследования генетического разнообразия и филогенетического родства между породами и популяциями домашних индеек проводят их генотипирование с помощью генетических маркеров — минисателлитов, или ДНК-фингерпринтов (VNTR), случайно амплифицируемой полиморфной ДНК (RAPD) и микросателлитов.
Геном: 1,31—1,68 пг (C-value).
Полное секвенирование генома домашней индейки было завершено в 2010 году; при этом индейка стала третьим видом птиц (после курицы и зебровой амадины), для которого имеются физическая карта и сборка последовательности полного генома. Благодаря хорошему качеству сборки генома домашней индейки, осуществлённой на хромосомном уровне, вид имеет важное значение в сравнительной геномике для выяснения эволюции птичьих геномов.